# Кукче-Верези
Кукче́-Верези́ (тат. Күкчә Бирәзә) — село в Арском районе Республики Татарстан, в составе Новокырлайского сельского поселения.

## География
Село находится на реке Верезинка, в 7 км к северо-западу от районного центра — города Арска.

## История
Село известно с 1678 года.
В первой половине XIX века жители относились к сословию государственных крестьян. Основные занятия жителей в этот период – земледелие и скотоводство, были распространены пчеловодство, плотничный промысел.
В «Списке населенных мест по сведениям 1859 года», изданном в 1866 году, населённый пункт упомянут как казённая деревня Кукчи-Верези 2-го стана Казанского уезда Казанской губернии. Располагалась при речке Верезинке, по левую сторону Сибирского почтового тракта, в 67 верстах от уездного и губернского города Казани и в 7 верстах от становой квартиры в заштатном городе Арске. В деревне, в 48 дворах жили 463 человека (221 мужчина и 242 женщины), была мечеть.
В начале XX века в селе функционировали соборная мечеть, водяная мельница, 2 бакалейные лавки. В этот период земельный надел сельской общины составлял 1195,2 десятины.
До 1920 года село входило в Арскую волость Казанского уезда Казанской губернии. С 1920 года в составе Арского кантона ТАССР. С 10 августа 1930 года в Арском районе.
В 1930-е годы в селе организован колхоз «Кызыл Кукчэ».
До 2012 года работала начальная школа.

## Население
| 1782 | 1859 | 1897 | 1908 | 1920 | 1926 | 1938 | 1949 | 1958 | 1970 | 1979 | 1989 | 2002 | 2010 | 2015 |
| ---- | ---- | ---- | ---- | ---- | ---- | ---- | ---- | ---- | ---- | ---- | ---- | ---- | ---- | ---- |
| 117  | 463  | 669  | 734  | 597  | 700  | 735  | 344  | 287  | 233  | 180  | 132  | 97   | 86   | 96   |

Национальный состав села — татары.

## Экономика
Жители занимаются мясо-молочным скотоводством.

## Инфраструктура
В деревне действуют клуб, библиотека, фельдшерско-акушерский пункт.

## Религия
Мечеть (с 1990 г.).